# Kearnsův–Sayreův syndrom
Kearnsův–Sayreův syndrom (KSS) je progresivní vrozená mitochondriální encefalomyopatie způsobená delecemi v mitochondriální DNA. Syndrom společně popsali Thomas P. Kearns a George Pomeroy Sayre v roce 1958.

## Příznaky
Onemocnění se manifestuje nejpozději před 20. rokem života progresivní externí oftalmoplegií a pigmentovou retinopatií. V klinickém obraze se projeví endokrinologická porucha, např. porucha růstu, diabetes mellitus, hypoparatyreóza, srdeční poruchy, blokády, kardiomegalie, selhání, poruchy sluchu, některé mozečkové syndromy a demence. Prognóza je nepříznivá.

## Léčba
Léčba je symptomatická. Ptóza očních víček je korigována chirurgicky. Srdeční poruchy mohou vyžadovat implantaci kardiostimulátoru. I přes nedostatek jasných výsledků výzkumu ohledně účinnosti suplementace vitamínů a koenzymů se doporučuje podávat koenzym Q10, vitamín C, vitamín K, riboflavin a thiamin.